# Hubert-Folie
Hubert-Folie er en kommune i departementet Calvados i regionen Basse-Normandie i det nordvestlige Frankrig.

## Seværdigheder og mindesmærker
- Kirken fra 12. – 13. århundrede
- Lindealléen ved slottet (fredet)